# آنا جرودزكا
آنا جرودزكا (ولدت في 16 مارس 1954) وهي سياسية بولندية، انتُخبت لمجلس النواب في الانتخابات البرلمانية البولندية لعام 2011 كمرشح لليبراليين اليساريين حركة باليكوت، وكانت أول عضوة عابرة جنسيا في البرلمان البولندي. كانت أيضا ثالت عضوة عابرة جنسيا لبرلمان وطني على مستوى العالم، بعد جورجينا باير (في المنصب 1999-2005) وفلاديمير لوكسوريا (2006-2008).
في يونيو 2014، انضمت آنا جرودزكا إلى حزب الخضر البولندي لكنها غادرت بعد عام، وهي حاليا عضو في الحزب الاشتراكي البولندي.

## السيرة الذاتية
ولدت جرودزكا عام 1954 في أوتووك، بالقرب من وارسو. قبل عبورها العلني، كانت متزوجة ولديها ولد. عبرت جنسيا في عام 2009 بعد طلاقها عام 2007.
كانت جرودزكا عضوًا في حزب العمال البولندي المتحد بجامعة وارسو ومدرسًا سياسيًا في اتحاد الطلاب البولندي. أصبحت لاحقًا رائدة أعمال وعملت في مجال النشر والطباعة وصناعة الأفلام.
في عام 2008 شاركت في تأسيس مؤسسة Trans-Fuzja وأصبحت أول رئيسة لها، والتي تعمل على تحسين الظروف المعيشية للأشخاص العابرين جنسيًا في بولندا ودعمهم وأقاربهم خلال عملية العبور الجنسي. تقدم المؤسسة الدعم النفسي وتقدم المشورة القانونية لإعادة التخصيص القضائي للجندر والجوانب القانونية الأخرى لعملية الانتقال.